# Dagonovo
Dagonovo (bulgariska: Дагоново) är ett distrikt i Bulgarien.   Det ligger i kommunen Obsjtina Belitsa och regionen Blagoevgrad, i den sydvästra delen av landet, 90 km söder om huvudstaden Sofia. Antalet invånare är 724. Arean är 15,8 kvadratkilometer.
Terrängen i Dagonovo är huvudsakligen kuperad, men åt sydväst är den platt.
I omgivningarna runt Dagonovo växer i huvudsak blandskog. Runt Dagonovo är det ganska glesbefolkat, med 25 invånare per kvadratkilometer.